# Shaedon Sharpe
Shaedon Sharpe (ur. 30 maja 2003 w Londonie) – kanadyjski koszykarz, występujący na pozycji rzucającego obrońcy, obecnie zawodnik Portland Trail Blazers.
W 2022 został sklasyfikowany jako najlepszy zawodnik amerykańskich szkół średnich przez ESPN, Rivals, 247Sports.
1 lipca 2022 podpisał umowę z Portland Trail Blazers.

## Osiągnięcia
Stan na 18 lutego 2024, na podstawie, o ile nie zaznaczono inaczej.
NBA
- Powołany do udziału w turnieju Panini Rising Stars (2024 – Team Jalen – nie wystąpił z powodu kontuzji, zastąpił go Jeremy Sochan)[5]

Reprezentacja
- Wicemistrzyni Ameryki U–16 (2019)[2]